# 戸越公園文化映劇
戸越公園文化映劇（とこしこうえんぶんかえいげき）は、東京都品川区戸越5-10-3にあった映画館。戸越公園文化劇場、戸越公園文化映画という名称だった時期もある。通称は戸越文化。1957年（昭和32年）以前に開館し、1969年（昭和44年）以後に閉館した。

## 歴史
1960年（昭和35年）時点の経営者・支配人はいずれも米山米二。同年の品川区には33館の映画館があり、東戸越には戸越公園文化映劇が、西戸越には戸越銀座劇場があった。戸越公園文化映劇は木造平屋建であり、暖房を備えていた。座席数は256席。大映と東宝の作品を上映していた。
1962年（昭和37年）頃、橋幸夫主演の『江梨子』（大映）と『妖星ゴラス』（東宝）を二本立てで上映した。
1969年（昭和44年）時点の経営者・支配人はいずれも米山米二。同年の品川区には22館の映画館があり、戸越にある映画館は戸越公園文化映画が唯一だった。戸越公園文化映画は木造平屋建であり、暖房を備えていた。座席数は312席。東宝・大映・東映の作品を上映していた。